# Siniša Glavašević
Siniša Glavašević (4. listopadu 1960, Vukovar – 20. listopad 1991?) byl chorvatský novinář a redaktor Chorvatského rádia Vukovar.

## Životopis

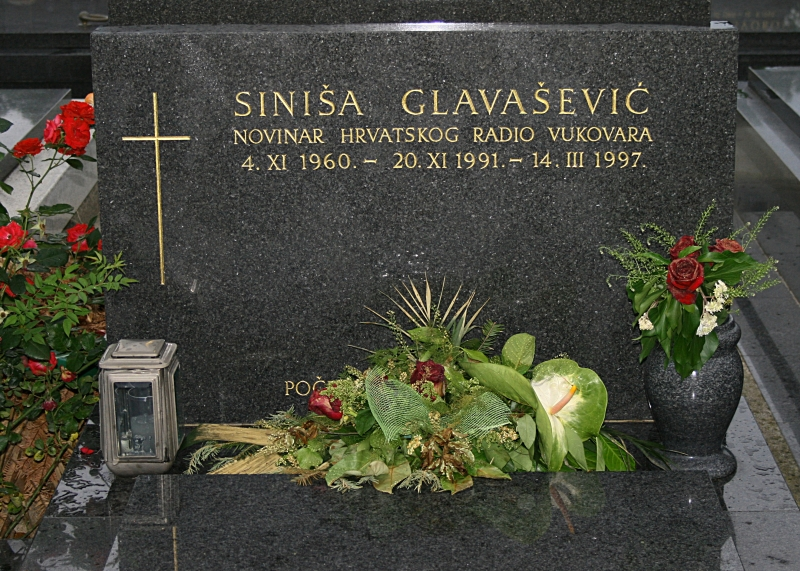
Glavaševićův hrob na záhřebském Mirogoji

Glavašević se narodil ve východoslavonském městě Vukovar, kde absolvoval základní i střední školu. V Sarajevu poté studoval srovnávací literaturu a knihovnictví. Působil jako válečný zpravodaj Chorvatského radia Vukovar v době, kdy se město pokoušely dobýt jednotky Jugoslávské lidové armády a srbských dobrovolníků.
Po dobytí Vukovaru jednotkami JLA (18. listopad 1991) patřil Glavašević mezi „zmizelé“. Srbské paravojenské oddíly odvedly přes dvě stě Chorvatů do prostoru provizorního tábora Ovčara, kde byli tito zajatci v rozporu s mezinárodním i vnitrostátním právem popraveni, za což byla v listopadu 1995 vznesena obvinění proti některým bývalým jugoslávským vojenským velitelům (z nichž například plukovník JNA Mile Mrkšić byl za ovčarský masakr odsouzen k dvaceti letům, jiný z velitelů – Veselin Šljivančanin – byl odsouzen k sedmnácti letům).
V roce 1997 bylo tělo Siniši Glavaševiće exhumováno z masového hrobu na Ovčaře. V březnu byly jeho ostatky uloženy na záhřebském hřbitově Mirogoj..

## Literární tvorba
Glavašević je autorem několika próz inspirovaných válečnými strastmi města, které faxoval do Záhřebu. Díky tomuto předání je již v roce 1992 mohla vydat Matice chorvatská pod označením Povídky z Vukovaru (Priče iz Vukovara). Současné nekritické přijímání jeho díla především v chorvatském prostředí se odráží od osoby autora a okolností, za kterých Glavašević dílo psal.